# Papilokarcinom chorioidálního plexu
Papilokarcninom chorioidálního plexu, řídč. také karcinnom chorioidálního plexu je vzácná forma nádoru chorioidálního plexu. Karcinomy tvoří 29–39 % nádorů plexu. Karcinomy mohou metastazovat cestou mozkomíšního moku v rámci celé kraniospinální osy. Existují vzácné případy průkazu metastáz do plic, skeletu, dutiny břišní (cestou ventrikulo-peritoneálního shuntu).

## Diagnóza
Stanovení diagnózy je poměrně komplikované a nejisté z hlediska histologie. V nedávno ukončené studii CPT-SIOP-2000 byla shoda mezi lokálními patology a referenčním centrem kolem 70 %.

## Léčba
Nemoc se léčí chirurgickým odstraněním, radioterapií a chemoterapií.